# Семикаракорский район
Семикарако́рский райо́н — административно-территориальная единица (район) и муниципальное образование (муниципальный район) в составе Ростовской области Российской Федерации.
Районный центр — город Семикаракорск. Расположен в 120 км от Ростова-на-Дону.

## История
Образован район в 1924 году. В 1929 году упразднен, а территория вошла в состав Константиновского района. Вновь образован в 1935 году. В 1963 году укрупнен за счет части территорий бывших Багаевского и Веселовского районов. В 1978 году часть территории Семикаракорского района была передана вновь образованному Веселовскому району.
В январе 1920 года Красная армия разгромила белогвардейцев в станицах и хуторах района. В это время здесь начали создавать военно-революционные комитеты.
В 1920 году прошли выборы в Советы и была создана коммуна «Пламя революции». В 1935 году создавались колхозы «Парижская коммуна» и «Красный Дон», в районе была организована машинно-тракторная станция.
В 1940 году в районе работало 34 школы, 4 кинотеатра, 1 больница, 4 поликлиники.
В годы Великой Отечественной войны в районе было призвано в армию более восьми тысяч человек, с войны не вернулось более двух тысяч.
Территория Семикаракорского района была оккупирована немецко-фашистскими захватчиками с июля 1942 года по январь 1943 года. В это время немцы расстреляли 149 мирных граждан.
Была разграблена Семикаракорская МТС.
После войны восстанавливалось народное хозяйство. За свой труд восемь семикаракорцев удостоены звания Героя Социалистического Труда. Это звание получили Е. Д. Блинова, И. М. Антонов, Р. Ф. Горожаева, С. И. Шамрай, Я. И. Быкадоров, Н. С. Комарова, А. А. Лунёв, И. И. Васюков.

## География
Район граничит на севере — с Усть-Донецким и Константиновским районами, на востоке — с Мартыновским, на юге — с Весёловским, на западе — с Багаевским и Октябрьским районами. По территории района протекают следующие реки: Дон, Сал, Северский Донец, Сусат. Климат теплый континентальный, среднегодовая температура воздуха +9ºС. Максимальная температура воздуха наблюдается в июле и августе — до +37+43ºС, минимальная — в зимние месяцы −22-28ºС. Особенностью климата района является ограниченное количество осадков — менее 450 мм в год.

## Население
| 2002    | 2009    | 2010    | 2011    | 2012    | 2013    | 2014    | 2015    | 2016    |
| ------- | ------- | ------- | ------- | ------- | ------- | ------- | ------- | ------- |
| 54 125  | ↘51 960 | ↗52 833 | ↘52 690 | ↘52 082 | ↘51 407 | ↘50 767 | ↘50 192 | ↘49 631 |
| 2017    | 2018    | 2019    | 2020    | 2021    |         |         |         |         |
| ↘49 353 | ↘49 077 | ↘48 749 | ↘48 457 | ↘48 126 |         |         |         |         |

Национальный состав
По итогам переписи населения 2020 года проживали следующие национальности (национальности менее 0,1 % и другое см. в сноске к строке «Другие»):
| Национальность | Численность, чел. | Доля     |
| -------------- | ----------------- | -------- |
| Русские        | 40 437            | 86,43 %  |
| Турки          | 3526              | 7,54 %   |
| Армяне         | 471               | 1,01 %   |
| Корейцы        | 446               | 0,95 %   |
| Цыгане         | 346               | 0,74 %   |
| Украинцы       | 324               | 0,69 %   |
| Табасараны     | 153               | 0,33 %   |
| Белорусы       | 76                | 0,16 %   |
| Молдаване      | 67                | 0,14 %   |
| Немцы          | 53                | 0,11 %   |
| Другие         | 886               | 1,90 %   |
| Итого          | 46 785            | 100,00 % |

## Административное деление
В состав Семикаракорского района входят 1 городское и 9 сельских поселений:
1. Бакланниковское сельское поселение (хутор Бакланники; посёлок Вершинный; посёлок Нижний Саловск)
2. Большемечетновское сельское поселение (хутор Большемечетный; хутор Вислый; посёлок Горный; хутор Маломечетный)
3. Задоно-Кагальницкое сельское поселение (станица Задоно-Кагальницкая; хутор Титов; посёлок Зеленая Горка; хутор Жуков; посёлок Крымский)
4. Золотаревское сельское поселение (хутор Золотаревка; посёлок Западный; хутор Кирсановка; хутор Лиманский; хутор Павлов; хутор Старокузнецовский)
5. Кочетовское сельское поселение (станица Кочетовская; хутор Бугры; хутор Старая Станица)
6. Кузнецовское сельское поселение (хутор Кузнецовка; хутор Балабинка)
7. Новозолотовское сельское поселение (станица Новозолотовская; хутор Чебачий)
8. Семикаракорское городское поселение (город Семикаракорск)
9. Сусатское сельское поселение (хутор Сусат; хутор Костылевка; хутор Новоромановский; хутор Слободской)
10. Топилинское сельское поселение (хутор Топилин; хутор Страхов; хутор Шаминка)

## Экономика
Основу экономики района составляют предприятия сельского хозяйства и перерабатывающей промышленности. В районе действует ряд крупных и средних сельскохозяйственных и промышленных предприятий.

## Достопримечательности
Достопримечательности района в основном сосредоточены в городе Семикаракорске, который является крупнейшим поселение и административным центром Семикаракорского района.
- Шаминская гора ― искусственное каменное сооружение (близлежащих каменных месторождений обнаружено не было) высотой 30 метров рядом с хутором Шаминка. Также рядом с горой расположен ряд частично раскопанных курганов предположительно времён Хазарского каганата[19].
- Семикаракорский историко-краеведческий музей в Семикаракорске, крупнейший среди муниципальных музеев в Ростовской области, насчитывающий более 16 тысяч единиц музейного фонда. Создан в 1997 году. В экспозиции музея представлены объекты изобразительного искусства, а также казачьего быта конца XIX-начала XX века и воинской истории края. Музей также имеет в качестве структурного подразделения мемориальный дом-музей В. А. Закруткина в станице Кочетовской, который был открыт в 1986 году и насчитывает свыше 6 тысяч экспонатов[20].
- Храм Святой Троицы в Семикаракорске. Построен в 1996 году, в храме находится 26 частиц мощей святых[21].
- Часовня Донской иконы Божией Матери в Семикаракорске.
- Церковь Казанской иконы Божией Матери в Семикаракорске. Деревянная церковь, построена в 2007 году.
- Церковь Троицы Живоначальной, построена в 1993—1996 годах. Находится в Семикаракорске.
- ЗАО «Аксинья» ― уникальное в России предприятие своего рода. Производит донской фаянс, отличающийся особыми формами и ручной росписью[22].
- Памятник Герою Дона Матвею Ивановичу Платову в Семикаракорске. Автор памятника ― скульптор В. Беляков.[23]
- Памятник писателю Закруткину в Семикаракорске.
- Памятник поэту Борису Куликову в Семикаракорске.
- Памятник воинам Великой Отечественной войны на территории Золотаревского сельского поселения (1975 г.). На братской могиле у памятника в хуторе Золотаревка похоронены 13 воинов 2-й Гвардейской Армии. Все они погибли при освобождении Семикаракорского района в январе 1943 года. На памятнике установлена мемориальная доска с именами погибщих воинов.
- Памятник и надгробия в честь воинов павших в годы Великой Отечественной войны при освобождении населенных пунктов находящихся на территории Сусатского сельского поселения Семикаракорского района.
- Памятник воинам Великой Отечественной войны в хуторе Павлов (1969)[24]. Памятник и братская могила находятся в центре хутора Павлов Семикаракорского района. В братской могиле похоронены девять воинов, погибших освобождении Семикаракорского района. На мемориальной плите памятника написаны имена погибших герое.
- Памятник воинам Великой Отечественной войны в хуторе Лиманский.
- Мемориал односельчан Задоно-кагальницкого сельского поселение, не вернувшихся с Великой Отечественной войны.
- Памятник воинам-афганцам и воинам, выполнявшим свой воинский долг в горячих точках. Установлен в Задоно-кагальницком сельском поселении.
- Памятник Воинам Великой Отечественной войны в хуторе Кирсановка (1969).
- Памятник воинам Великой Отечественной войны в Кочетовском сельском поселении. На плите памятника написаны имена погибших в годы Великой Отечественной войны.

Памятники природы:
- Урочище «Петровская лука» представляет собой пойменный лес естественного и искусственного происхождения. Из-за наличия лугов и болот урочище отличается большим разнообразием животного и растительного мира.
- Урочище «Церковный рынок» с пойменным лесом и искусственной и естественной древесно-кустарниковой растительностью. Растут тополя белый и чёрный, ясень зелёный.
- Урочище Сусарево ― зелёная зона города Семикаракорска, место отдыха для местных жителей[26].

## Известные люди
| - Герои Советского Союза: - Бедрышев, Михаил Александрович - Здоровцев, Степан Иванович - Левченко, Иван Алексеевич - Попков, Валерий Филиппович - Блохин Александр Владимирович | - Герои Социалистического Труда: - Блинова, Елена Даниловна - Быкадоров, Яков Иванович - Васюков, Иван Иосифович - Горожаева, Раиса Фёдоровна - Комарова, Надежда Сергеевна - Лунёв, Афанасий Афанасьевич - Шамрай, Степан Иванович | - Кавалеры Ордена Славы трёх степеней: - Зерщиков, Корней Петрович - Кошелев, Михаил Тихонович - Смирнов, Иван Иванович |